# Füvészkert (Budapest)
A budapesti Füvészkert (avagy ELTE Füvészkert) Magyarország első botanikus kertje, mely 2006-tól az Eötvös Loránd Tudományegyetem különleges (a kari szervezetbe nem tartozó) oktatási egységeként Budapest VIII. kerületében, Józsefvárosban az Illés utca 25. alatt működik. Az 1771-ben Nagyszombatban az orvostudomány, illetve az orvostan-hallgatók képzésének segítésére alapított botanikus kert, több költözés után, 1847-től található jelenlegi helyén. Ismertségéhez jelentős mértékben hozzájárult, hogy Molnár Ferenc közismert regényében, A Pál utcai fiúkban a botanikus kert öreg pálmaháza nyújtott búvóhelyet Nemecsek Ernő és barátai számára. A 2008 óta hivatalos névként szolgáló „Füvészkert” elnevezés ennek a regénynek köszönhetően maradt meg, és terjedt el a köztudatban.
A kert talán legfőbb nevezetessége az országban első és sokáig egyetlen Victoria-ház, de büszkeségei közé tartoznak a kert legöregebb fái, mint például a 150 évnél is idősebb páfrányfenyők, vagy az orchidea- és a több száz fajt bemutató kaktuszgyűjteménye, akárcsak az Ausztrál-ház és a többi érdekesség. A kertben összességében megtalálható mintegy nyolcezerfajta növényből a hazai flóra védett növényei 150 fajt számlálnak.
1960 óta országos jelentőségű természetvédelmi terület, 2005 szeptemberétől a Magyar Örökség díj tulajdonosa, 2006 májusában pedig mint Kulturális Örökség is védelem alá került. Alapterülete 3,1 hektár, az üvegházak területe meghaladja a 2000 m²-t. Látogatását megkönnyíti központi elhelyezkedése és az is, hogy tömegközlekedéssel jól megközelíthető.

## Nevének eredete
A kert eleinte a latin Hortus Botanicus nevet viselte, melyet az 1788-ban kiadott első magcsere-katalógusának címe (Index Horti Botanici Universitatis Hungaricae) is őriz, vagy Botanikus Kert-nek nevezték a latin név magyar megfelelőjeként. A „füvészkert” szó a botanikus kert nyelvújítás korából származó szinonimája, megmaradását és elterjedését Molnár Ferenc közismert A Pál utcai fiúk című regényének köszönheti.
1950 óta ELTE Botanikus Kert néven működött, majd 2008. június 30-án az ELTE Szenátusi határozata alapján a kert hivatalos elnevezése ismét az autentikus Füvészkert. Hivatalos angol nyelvű megfogalmazásokban viszont a Botanical Garden használatos.

## Története

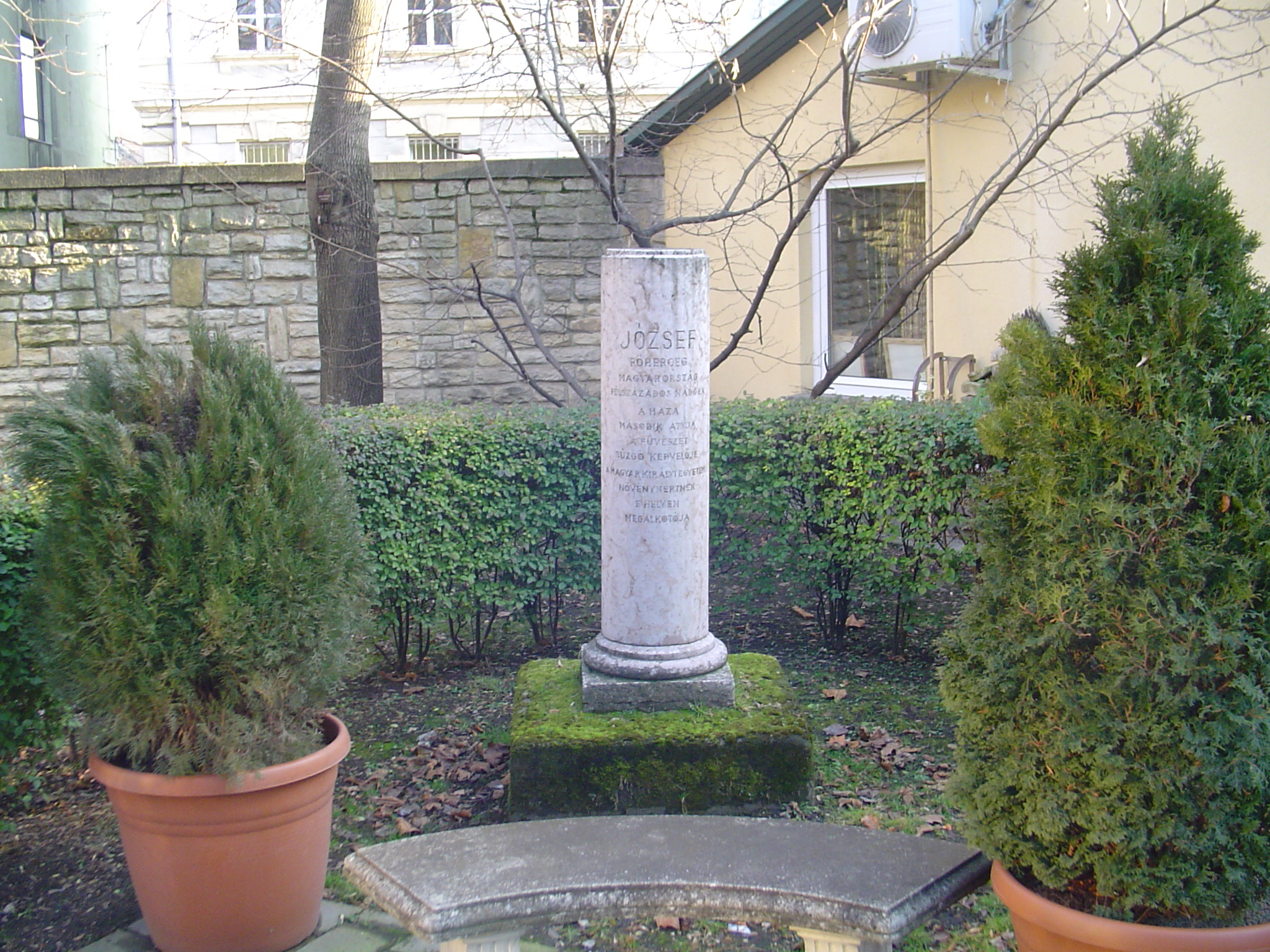
József nádor tiszteletére állított emlékoszlop a kertben

Az ország első botanikus kertje, melyet – akárcsak Európa-szerte – a Tudományegyetem Orvosi Kara alapított. Többször költöztették hol az egyetem áthelyezése (előbb 1777-ben Nagyszombatból Budára, majd 1784-ben Pestre), hol helyhiány miatt. De gondozását szakavatott kezek végezték, hiszen vezetői a magyar természettudomány kiemelkedő személyiségei közül kerültek ki.

### Az alapítástól a Józsefvárosba kerülésig
A Füvészkert eredetileg nem Budapesten volt, elődjét 1771-ben Nagyszombatban alapította Winterl Jakab, a vegytan és a botanika professzora. Már a kezdetektől fogva az orvos- és gyógyszerészképzés segítése mellett a kert alapfeladata volt a hazai flóra kutatása. Az egyetemmel együtt 1777-ben Budára költöztették, míg az egyetem a Budai Várnegyedbe került, addig Winterl a saját telkére mentette a növények jelentős részét és majd csak egy év múlva kapott helyet a Krisztina tér és a Déli pályaudvar közötti területen. Mikor 1782-ben II. József feloszlatta a szerzetesrendeket, a Ferencesek korábbi kolostorkertjét a mai Kossuth Lajos és Reáltanoda utca közötti területet jelölték ki az egyetemi botanikus kert létesítésére. Mivel az orvosi fakultás 1784-ben Pestre költözött, ez a lehetőség jó ötletnek tűnt. A kert akkori fejlesztéséhez kapcsolódik, hogy Winterl Jakab 1788-ban kiadta a botanikus kert első magcsere-katalógusát az Index Horti Botanici Universitatis Hungaricae-t. Ebben a munkájában 1656 növényfajt írt le és 26 rézmetszettel illusztrált képet is mellékelt hozzá. Akkori helyét azonban egy idő után kinőtte, és a gyarapodó gyűjtemény számára más helyet kellett keresni.
Winterl 1807-ben bekövetkezett halála után Kitaibel Pál vette át a kert vezetését és a gyűjtemény gondozását. A kert anyagát szakmai irányítása mellett 1808-ban Grassalkovich Antal herceg Ország úti [ma: Bajcsy-Zsilinszky út / Károly krt. / Múzeum krt] birtokára költöztették át. Az új kert több éves kemény munka árán 1815-re Carl von Linné rendszere szerint készült el.
Kitaibel halála után 1817-től az Erfurtból származó Haberle Károly professzort bízták meg az igazgatói feladatok ellátásával. Tevékenysége és kiterjedt nemzetközi kapcsolatai révén rövid idő alatt európai hírűvé fejlesztette az akkor már közel 10 000 növényfajt bemutató kertet. Egyetemi tanárként a gyakorlati foglalkozásokat itt tartotta és hallgatóinak rendszeresen botanikai tanulmányi kirándulásokat szervezett. Ez időben a főkertész Anton Rochel volt, aki orvosi pályáját adta fel azért, hogy a botanikának élhessen. Nevéhez köthető az európai hírű szibériai gyűjtemény létrehozása és a Bánság flórájának természettudományi felkutatása. Haberle 1832-ben rablógyilkosság áldozata lett, s halálával véget ért a kert aranykora. Utódaként az igazgatói beosztásba Sadler József, a Magyar Nemzeti Múzeum muzeológusa került. A kert állaga ebben az időben vészesen leromlott és az 1838-as pesti árvíz miatt további nagy károkat szenvedett. A kialakult tarthatatlan helyzet orvoslására József nádor tett javaslatot. Kezdeményezésére méltóbb helyet kerestek a füvészkertnek és 1847-ben 80 000 forintért megvásárolták Festetics Antal 10,1 hektáros ingatlanát. A gyűjtemény tehát ezután került a Józsefvárosba.

### Józsefvárosban

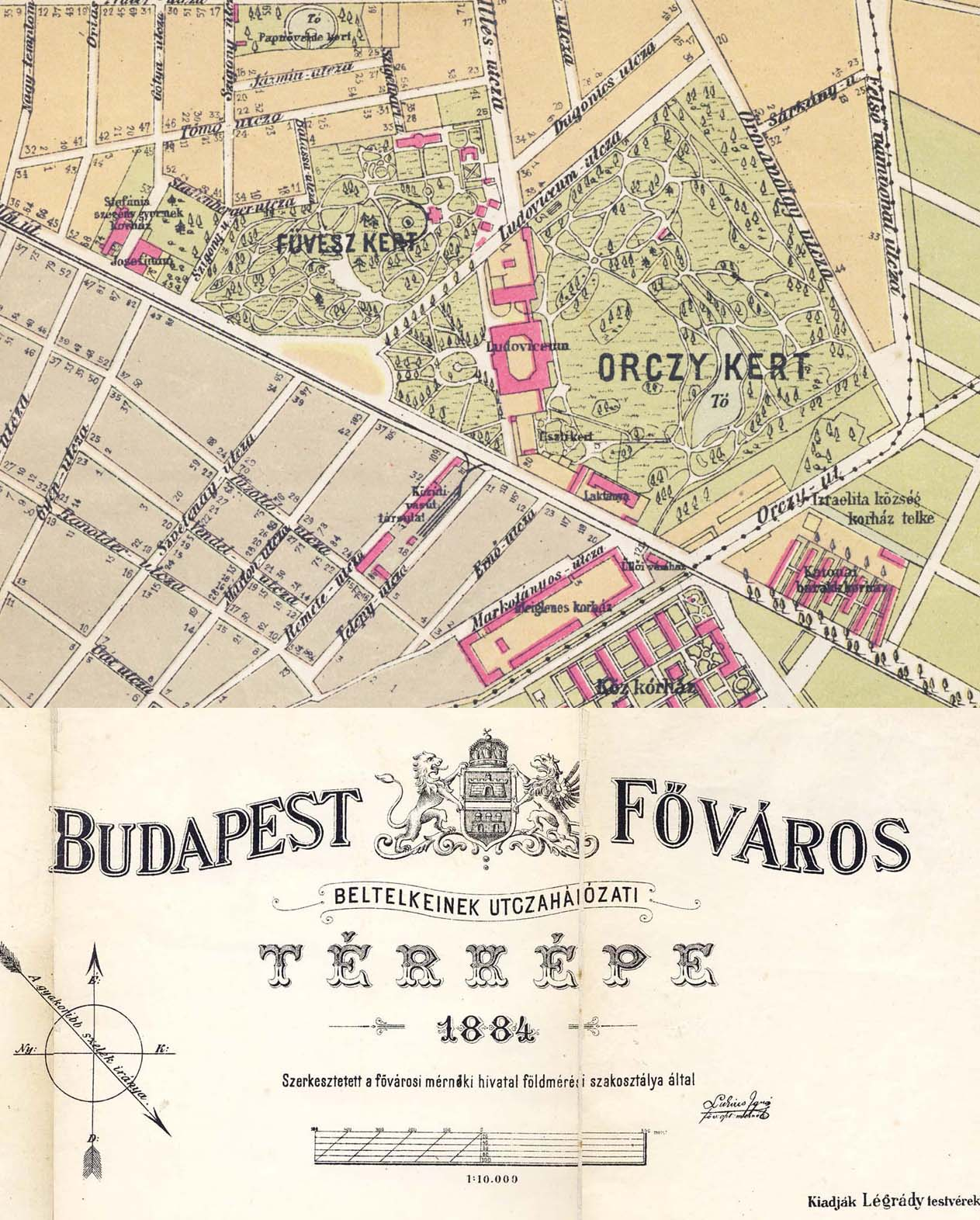
A Füvészkert térképe 1884-ből

A reformkor modernizáló törekvései hatottak az egyetemre, és József nádor hathatós támogatásának köszönhetően a Füvészkert hozzájutott a Festetics család józsefvárosi birtokához. A megvásárolt területen Pollack Mihály tervei szerint átépített és bővített egykori vadászkastély lett a kert központi épülete: itt kaptak helyet a vezetéséhez szükséges irodák is. Az 1848–49-es forradalom és szabadságharc bukása utáni időszakban gyorsan váltották egymást az igazgatók; tevékenységüket és mozgásterüket a Bach-korszakban erősen korlátozták. Az először kinevezett Gerenday József inkább a terveiről volt híres, hiszen többek között a Pesti Állatkert létrehozásán is fáradozott. A kertben oktató-előadótermet, és pálmaházat is tervezett, de ezeket nem tudta megvalósítani és a tervei megmaradtak az irattár számára. Miután 1862-ben elhunyt, pár hónapra Kováts Gyula, a Magyarhoni Földtani Társulat egyik alapítóját, a hazai ősnövénytan (paleobotanika) megteremtőjét bízták meg a vezetéssel. Az ő halála után, hasonlóképpen rövid időre Gönczy Pál, a pesti református gimnázium igazgatója, később a Vallás- és Oktatásügyi Minisztérium államtitkára, a Magyar Földrajzi Társaság egyik alapító tagja vezette a kertet. A nevéhez fejlesztés is kötődik, hiszen ezernél több facsemete ültetésével járult hozzá a Füvészkert újjászületéséhez.
A kert életében nagy változást hozott Linzbauer Ferenc sebészprofesszor igazgatósága, hiszen ekkor látványos és gyors fejlődésnek indult. Például 1864–65-ben építették fel az európai viszonylatban is jelentős méretű és ma is álló pálmaházat. Szintén ekkor készültek el a kertben ma is látható emlékoszlopok. Őt a 19. század utolsó évtizedeiben Jurányi Lajos igazgató követte. Ez további fejlődést jelentett, és Fekete József főkertész munkásságának köszönhetően a kert újabb virágkorát élte, és az ekkor már a 12 000 fajt számláló gyűjtemény nemzetközi hírűvé vált. 1893-ban az amazonasi óriás-tündérrózsa számára külön épületet építettek, amelyet a növény iránti tiszteletből Viktória-ház-nak neveztek el. Az eredetileg angolparkot formázó kertben látható volt egy természetes forrással táplált tó, a közepében szigettel és műromokkal. Ez a kertnek tájképileg is olyan látványt adott, mely méltán aratott nagy sikert az odalátogatók körében. A kiegyezést követő időszakban Budapest látványos fejlődésnek indult, mely miatt Jurányi Lajos utóda, Mágócsy-Dietz Sándor sokat hadakozott, de a kert területének kétharmadát így is elvették az ELTE Orvostudományi Karának (1951 óta Semmelweis Egyetem) bővítéséhez és a kert tavát is feltöltötték az egészségügyi intézmények építkezései miatt. 1898-1910 között épült a Klinikák Külső Klinikai Tömbje.

### A két világháború között
A szakmai szempontból is Európa-hírű Füvészkert területe jelentősen csökkent, és a világháború miatt nem is fejlesztették, amíg a két világháború között Tuzson János professzor ki nem harcolt ehhez némi támogatást. Új üvegházakat építettek a rovaremésztő növényeknek, a páfrányoknak és a kaktuszoknak. Ekkor készült el a Magyar-középhegység növényeit bemutató nagy sziklakert. A második világháborús bombázások és Budapest ostroma gyakorlatilag teljesen elpusztította a növényzetet és az építményeket.

### A második világháború után
A háború utáni helyreállítás nagyon lassan haladt; a kert csak az 1950-es évekre tért magához. Jelentős előrelépést Soó Rezső akadémikus munkássága hozott. Ő saját evolúciós rendszere szerint átalakíttatta a rendszertani gyűjteményt. A fejlődés és a törődés további jele, hogy 1960-ban sikerült elérnie a kert országos értékű természetvédelmi területté nyilvánítását. További jelentős fejlesztéssel 1965-66 között felújították a háború idején romba dőlt, műemlék jellegű pálmaházat, és a kertben egy új kutatólaboratóriumot is létrehoztak.
A további fejlesztésekre sokat kellett várni, hiszen az elöregedő üvegházakat csak 1984-ben cserélték le korszerűbb bemutató házra, majd egy évvel később építettek még egy üvegházat. Ekkor, 1964-től nyugdíjba vonulásáig Priszter Szaniszló vezette az intézményt. Gyarapították az üvegházakban a gyűjteményeket, szaporították az eladásra szánt növényfajokat. A Füvészkert mindenkori dolgozói és vezetői aktívan részt vettek a tudományos életben; a Botanikus Kert volt az 1992-től működő Magyar Arborétumok és Botanikus Kertek Szövetségének egyik alapító tagja. 1998-ban belépett a kert a Botanic Gardens Conservation International-be, a botanikus kertek egyik nemzetközi szervezetébe. A 21. századba lépve az Európai Unió pályázatain nyertek pénzt a kert fejlesztésére: 2009-ben közel 400 millió forintot, 2010-ben több mint 600 millió forintot. Ezekből a pénzekből történetének eddigi legnagyobb fejlesztésével létesítményeit korszerűsítik, a gyűjteményeit bővítik.

### Napjainkban
Alapításakor lényegesen nagyobb volt a kert, de a Klinikák építése miatt fokozatosan eredeti méretének harmadára zsugorodott, és ma már csak 3 hektár. A 20. század elejére a kertet körbenőtte a város, és ez az urbanizáció a kertre is hatott. Nemcsak területet vesztett, de romantikus angolkert-jellege is átalakult. Bár tavát feltöltötték, így is sok meglepetést és érdekességet tartogat a látogatóknak. 2006 óta az Eötvös Loránd Tudományegyetem különleges oktató egységeként működik, és az elnyert uniós pályázatoknak köszönhetően átalakul. Egyik legfontosabb jelenlegi feladata az oktatás és a tudományos kutatás kiszolgálása. Emellett ügyelnek arra is, hogy a látogatók változatos környezet- és természetvédelmi ismereteket kaphassanak. A veszélyeztetett fajok megőrzésével, szaporításával segítik a biológiai sokféleség megőrzését.
A kert más arca is ismert, hiszen nem csak a növényeiről kell szólni. Könyvtára az ELTE Könyvtárának szakkönyvtáraként működik és a botanika számára jelentős és becses értéket képviselnek az ott tárolt egyedülálló iratok és könyvek. A kertben azonban nem csak növények élnek, hiszen szeretik ezt a békés helyet a város madarai is, akik több fészket is raktak a kert fáin. Emiatt az ornitológusok időnként madárlest szerveznek. A kert rovarait fénycsapdával rendszeresen befogják és vizsgálják.

## Nevezetességei
A kert talán legfőbb nevezetessége az országban első és sokáig egyetlen Victoria-ház, melynek nagy vízmedencéje a trópusi, különlegesen szép amazonasi óriás-tündérrózsának és rokonának, a paraguayi óriás-tündérrózsának ad otthont.
Büszkeségei közé tartoznak még páfrányfenyői, amelyek több mint 150 évesek, a gazdag orchidea-, páfrány- és kaktuszgyűjteménye.
2010-től nagyszabású fejlesztések kezdődtek a kertben, melynek egyik megvalósulása az Ausztrál-ház, ahol az ausztrál mediterrán tájak növényei közül 200 faj tekinthető meg. A kert népszerűsítéséhez jelentős mértékben hozzájárult, hogy A Pál utcai fiúkban a botanikus kert öreg pálmaháza nyújtott búvóhelyet Nemecsek Ernő és barátai számára.

### Emlékművei

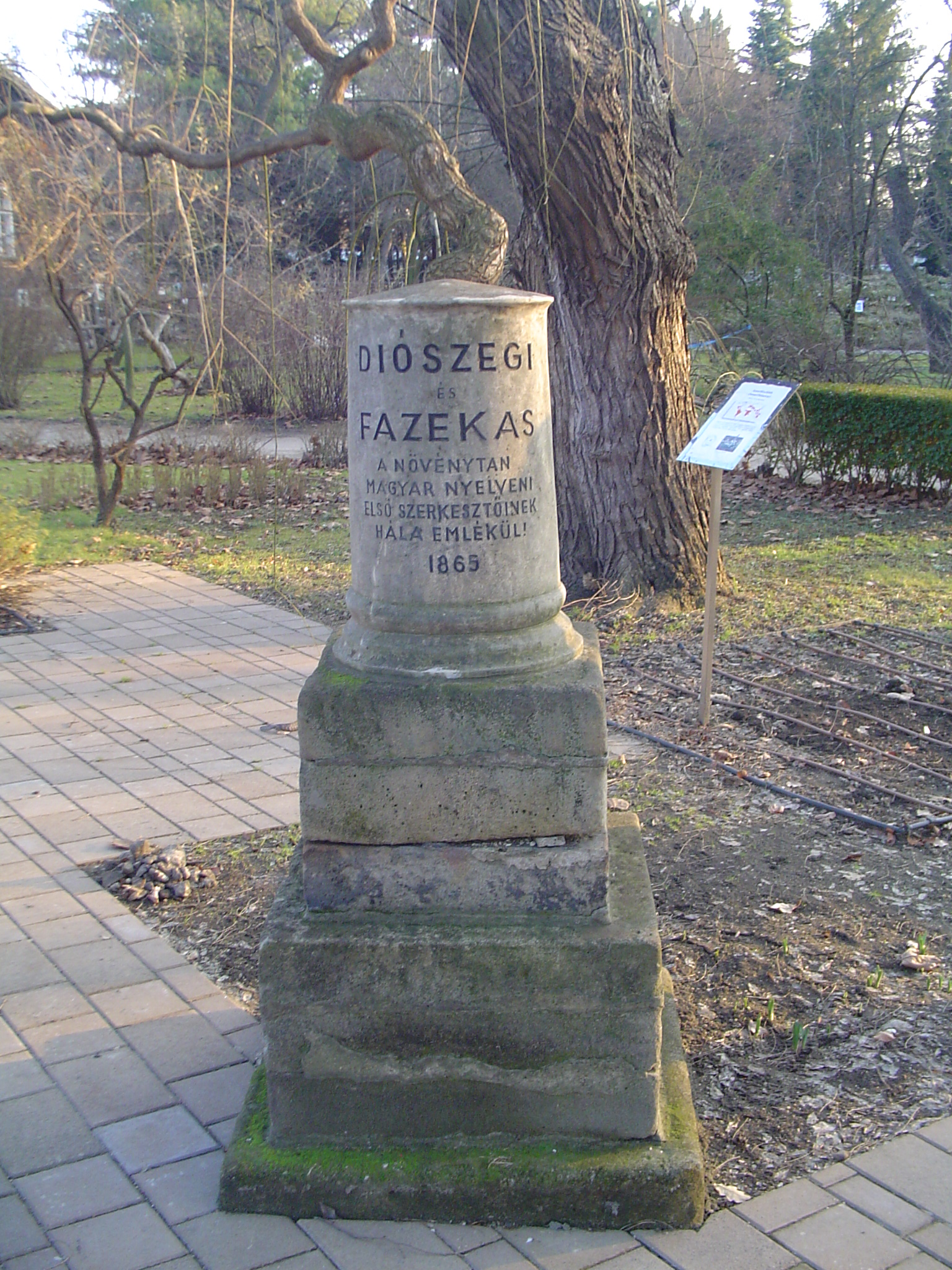
Diószegi Sámuelnek és Fazekas Mihálynak a Magyar Füvészkönyv szerzőinek tiszteletére állított emlékmű a Füvészkertben

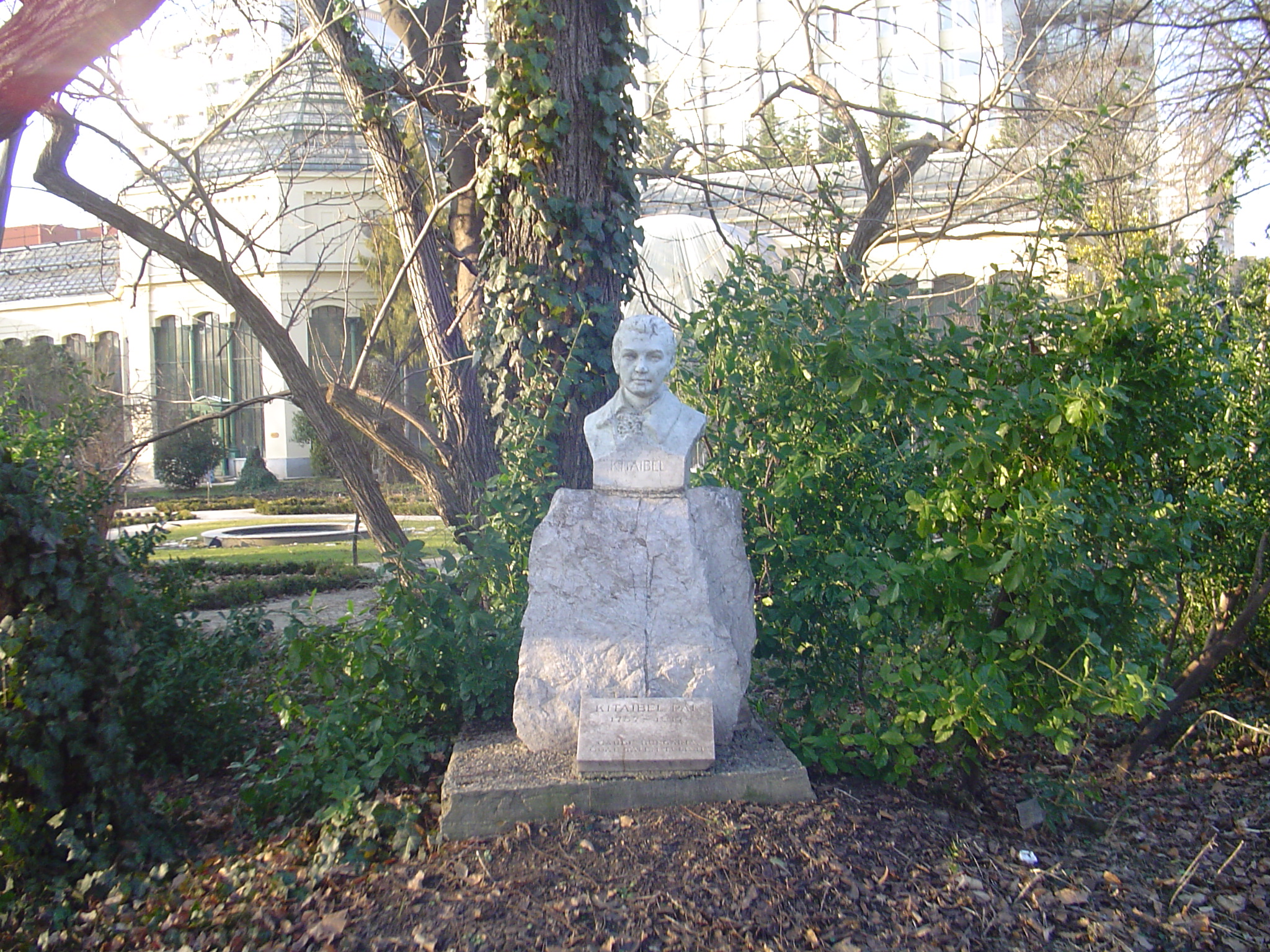
Kitaibel Pálnak a Füvészkert igazgatójának mellszobra. A szobor készítésének érdekessége, hogy az ELTE Ásványtani Tanszéke újonnan kidolgozott eljárással a vulkáni tevékenység során lezajló folyamatokat utánozva szilikát kőzetet megolvasztva hozta létre

Az 1800-as évek végétől a kertben emléket állítottak többek között az első Magyar Füvészkönyv szerzőinek, Diószegi Sámuelnek, Fazekas Mihálynak, korábbi igazgatóinak Kitaibel Pálnak, Jurányi Lajosnak, valamint a helyszín megszerzésében elévülhetetlen érdemeket szerző József nádor tiszteletére. 1989-ben Kitaibel emléke előtt tisztelegve az ELTE Ásványtani Tanszéke újonnan kidolgozott eljárással a vulkáni tevékenység során lezajló folyamatokat utánozva szilikát kőzetet megolvasztva öntötték ki mellszobrának másolatát. Kitaibel Pál egyébként sokoldalú tudós volt, hiszen a flóra- és faunakutatás mellett például földtani tevékenységének köszönhető, hogy erdélyi ércekben felfedezte a tellúr elemet. Vegyészként a hazai gyógyforrások ásványvízelemzésével, a cukorgyártás eljárásának kidolgozásával, a klórmész előállításával foglalkozott és nevéhez fűződik még az első hazai földrengéstani monográfia megjelentetése is.

## Épületeinek listája
| Kép | Épület neve                   | Építési idő | Építész         | Megjegyzés                           |
| --- | ----------------------------- | ----------- | --------------- | ------------------------------------ |
|     | Pálmaház                      | 1864–1865   | Diescher József | 1965–1966-ben átépítve.              |
|     | Viktória-ház                  | 1893        |                 |                                      |
|     | Új üvegház (Gyűjteményes Ház) | 1985        |                 |                                      |
|     | Ausztrál-ház                  | 2010        |                 |                                      |
|     | Festetics villa               | 1720 körül  |                 | Pollack Mihály átépítéseivel (1803). |
|     | Üzemi épület                  |             |                 | Pálmaház mellett                     |
|     | Kapuépületek                  |             |                 | 2 épület                             |

## Gyűjteményei
A Füvészkert kiemelt természetvédelmi feladata a veszélyeztetett, védett növények megőrzése és mesterséges szaporítása visszatelepítési kísérletekkel.

### Bemutató helyek
A szabadtérben gondozott növények mellett sokat tartanak üvegházakban. A fontosabbak:
- Az 1864–65-ben épült és 1966-ban újjáépített műemlék pálmaház a citrusfélék és trópusi haszonnövények, a pálmák és szubtrópusi növények befogadója. Itt nőnek például a trópusi kontyvirágfélék.
- Az 1984-ben épült üvegház (Gyűjteményes-, a Szaporító-, Citromos- és Akklimatizációs-ház) ad otthont a kaktuszok, broméliák, orchideák és rovarfogó növények gyűjteményeinek. Részei:
  - Gyűjteményes ház,
  - Szaporítóház,
  - Citromosház,
  - Akklimatizációs ház.
- A Viktória-házban nyílik az amazonasi- és paraguayi óriás-tündérrózsa.

A Gyűjteményes Ház és a teleltető egyenként 870 m²-es, a Viktória-ház 141,5 m².
A 2010-es felújítás óta az Ausztrál-házban közel 200-féle őshonos ausztrál növényt mutatnak be; ilyenek:
- a fűfa (Xanthorrhoea),
- a kefevirág (Callistemon) és
- a kengurumancs (Anigozanthos)

nemzetség tagjai.
Nevezetes a kaktuszfélék gyűjteménye, az amazonasi és paraguayi óriás-tündérrózsa, a sok orchidea, a rovarfogó növények és a páfrányfenyők. A növényházi tematikus gyűjtemények 2100 taxont, a mérsékelt övi fák és cserjék 1300, a gyógynövények 100, az egynyári növények 50 fajt számlálnak. 150 hazai és 550 exóta fajt mutatnak be. A hazai fajok közül 85 veszélyeztetett.A Botanikus Kertek Nemzetközi Szövetségének elvárása szerint ennek jelentős bővítését tervezik. A Föld flórájából 250, a Természetvédelmi Világszövetség (IUCN) által veszélyeztetettnek minősített mutatnak be.
Szabadon látható:
- a 700 négyzetméteres sziklakertben a növényrendszertani terület része, az egynyári valamint a hazai flóra környezetét mutatják be;
- a távol-keleti fák csoportjának közelében nőnek a bambuszok fagytűrő fajai;

### Gyűjtemények
A gyűjtemények tételesen:
Élő növények gyűjteményei:
- Üvegházakban (illetve részben szabadban)
  - Pálmafélék (Arecaceae)
  - Szubtrópusi ház növényei
  - Trópusi haszonnövények
  - Orchideák
  - Rovarfogó növények
  - Kontyvirágfélék (Araceae)
  - Broméliafélék (ananászfélék, Bromeliaceae)
  - Begóniafélék (Begoniaceae), nyílgyökérfélék (Marantaceae) és trópusi páfrányok
  - Pozsgás növények
    - Kaktuszfélék (Cactaceae)

  - Ausztrália növényzete
  - óriás tündérrózsák (Victoria)
  - Citrusfélék (Citroideae)
- Szabadban (részben időszakos védelemmel)
  - Hazai élőhelyek növényei
    - Középhegységi száraz gyepek, cserjések
    - Középhegységi erdők, hegyi rétek növényei

  - Magashegységek növényei
  - Ex situ évelők szaporító kertje (védett fajok)
  - Priszter-féle hagymás-gumós gyűjtemény
  - Közép- és DK-Európa, valamint Ázsia magashegységeinek virágai
  - Arborétum
    - Télálló szubtrópusi növények
    - Gyógy-, festő-, fűszer- és egyéb haszonnövények
    - Évelő lágyszárú növények (rendszertani gyűjtemény)

  - A természetes magyar flóra képviselői
  - Fa- és cserjefajták
- Nem látogatható gyűjtemények:
  - Herbárium (30 000 lapos),
  - Termés és maggyűjtemény (20 000 termés),
  - Könyvtár (az ELTE szakkönyvtára több száz éves botanikai kiadványokkal).

## Növénytani kutatások

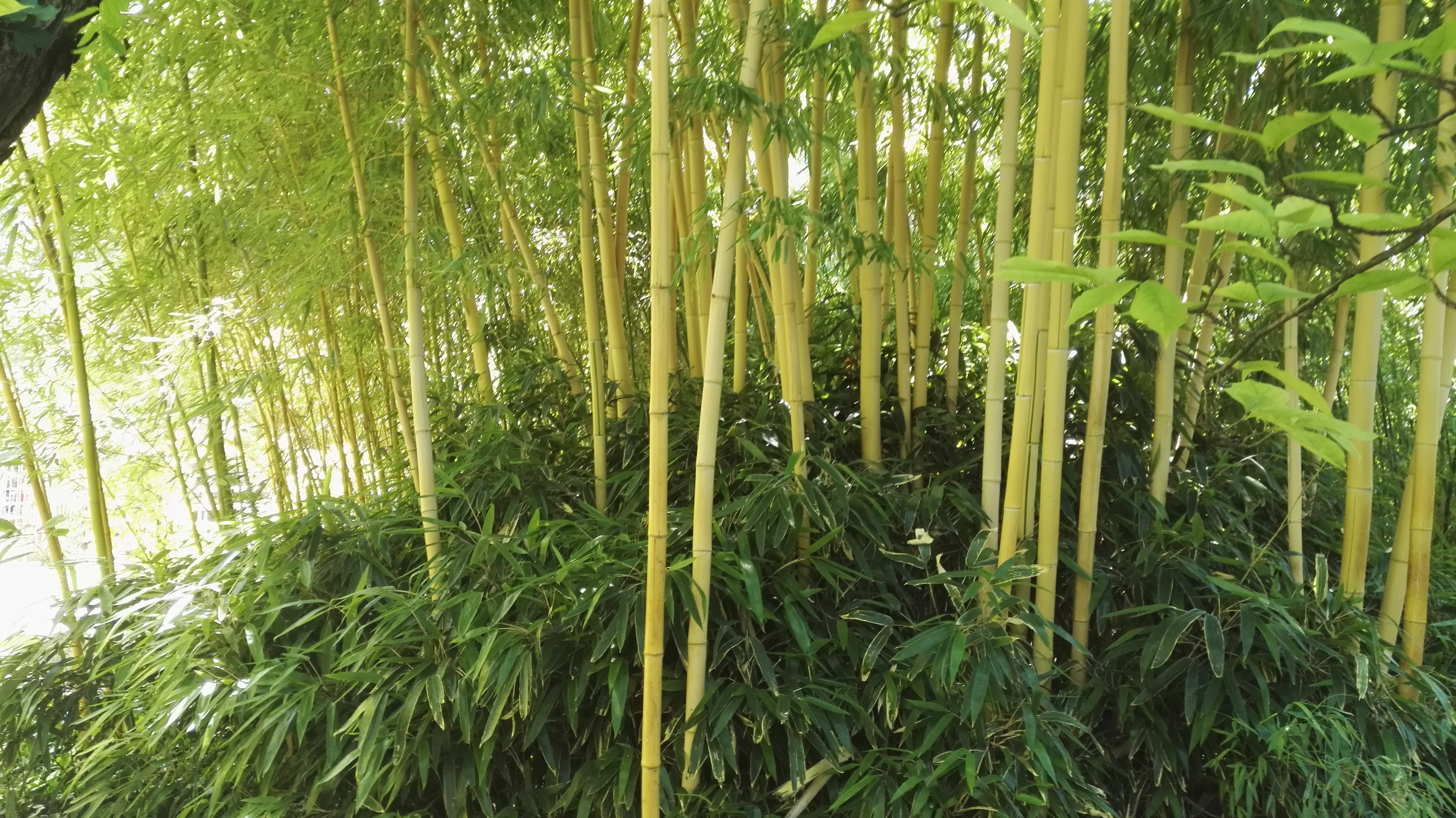
Bambuszliget a Füvészkertben

A növénytani kutatások elismerése, hogy a kert 1960 óta országos jelentőségű természetvédelmi terület és 2005 szeptemberétől a Magyar Örökség díj tulajdonosa, továbbá 2006 májusában Kulturális Örökségként védelem alá került.
A veszélyeztetett növényfajok megőrzését elősegítő programok:
- botanikai (ökológiai, cönológiai, flóra- és élőhely-, valamint szövettani, élettani) kutatások,
- ezen növényfajok in vitro szaporítása és fenntartása;
- alkalmazott erdészeti, dendrológiai kutatások, honosítási kísérletek a hazai kertkultúra fejlesztése érdekében.

## Szolgáltatásai
A kertbe érkezők kérhetnek idegenvezetést és szakvezetést. A kert területén áruda is található, központi épületében, a vadászkastélyban pedig termet lehet bérelni. Adottságai alkalmassá teszik szabadtéri rendezvények befogadására.
Ezek mellett rendszeres programok színesítik a kert hétköznapjait. Ilyen például a tavasszal megszervezett Szakura-ünnep, mely hagyományos japán esemény és a cseresznyevirágzáshoz kötött rendezvény. Nevezetes a Viktória-virágzás, mely két különleges faj, az amazonasi, vagy a paraguayi óriás-tündérrózsa éjszakai megfigyelése. Továbbá az őszi szezonban a Ginkgo napokon a kínai kultúra kerül előtérbe.
Fontos szolgáltatása a magcsere, ami a gyűjtemény gyarapításának fontos eszköze.

### Átmeneti intézkedések
A koronavírus-járvány idején számos más közgyűjtemény mellett a kertet is bezárták, de a kültéri részek 2021. március 11. óta újra látogathatók.

## Kulturális hatása

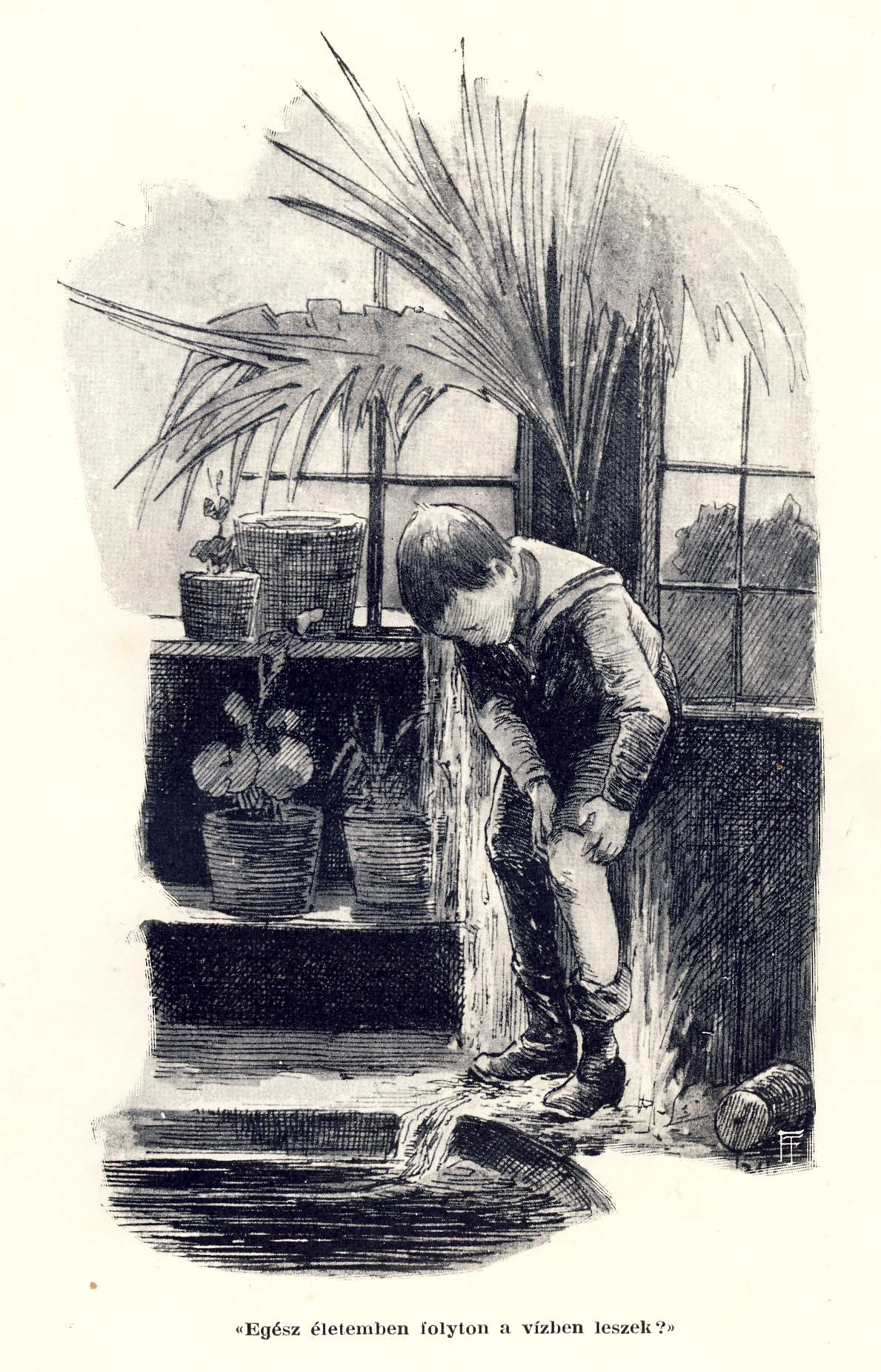
Nemecsek a füvészkerti Pálmaházban – Illusztráció A Pál utcai fiúk című könyv első kiadásában, 1907.

A Füvészkert Molnár Ferenc A Pál utcai fiúk című regényének egyik fő helyszíne. A „Füvészkert” elnevezés a regény nyomán terjedt el. Hivatalos neve sokáig az ELTE Botanikus Kertje volt; a Füvészkert nevet az ELTE szenátusa 2008. június 30-án, CLXVII/2008. (VI. 30.) határozatával állította vissza. Magyarországon ez az egyik legolvasottabb és legnépszerűbb regény, mely az iskolákban kötelező olvasmány általános iskola ötödik osztályában. Külföldön is nagy ismertséget szerzett és számtalan nyelvre lefordították Bulgáriától kezdve Dél-Koreáig. Több országban, így az Amerikai Egyesült Államokban, Brazíliában, Olaszországban, Lengyelországban és Japánban ajánlott iskolai olvasmány. Olaszországban egyébként az irodalmi mítoszok közé emelkedett, hiszen a magyar zsebkönyvtár sorozathoz hasonló ifjúsági kiadványként tizenhárom kiadást készítettek belőle és kötelező olvasmány a kiskamaszok számára.
A Füvészkert, mint a korabeli térképen is látható, a Semmelweis Klinikák metróállomástól kifelé kezdődött és a Szigony utca, Üllői út, Korányi Sándor utca (akkoriban Ludoviceum utca), Illés utca, Tömő utca által határolt, azóta nagyrészt beépített területen helyezkedett el. Ennek Tömő utca felé eső hátsó traktusában látható a regényben is leírt, szimmetrikus elrendezésű üvegház. A regényben említett tó helyszínét nehezebb meghatározni, de Fogarassy Miklós irodalomtörténész szerint beazonosítható. Az Üllői úti klinikák közül utolsó, a mai Természettudományi Múzeum felé eső tömböket csak később, 1896 után építették meg – ezeknek az épületeknek a „telkén” lehetett az a tó, ahol a regény szereplői a Füvészkertben a vörösingeseket kihallgatták.
A Pál utcai fiúk regényből készített alábbi filmes feldolgozások a kert népszerűsítéséhez is nagyban hozzájárultak. A készített filmek időrendi sorrendben:
- Pál utcai fiúk – Balogh Béla filmje 1917-ben és 1924-ben,[25]
- No Greater Glory – Frank Borzage amerikai rendező 1934-es filmje,[26]
- I ragazzi della via Paal – Alberto Mondadori és Mario Monicelli 1935-ös filmje,[27]
- A Pál utcai fiúk – Fábri Zoltán 1969-es filmje,[28]
- A Pál utcai fiúk – Maurizio Zaccaro 2003-as filmje.[29]

## További telephelyei
- A gödi “Huzella Kert” Arborétum[30]
- Lágymányosi egyetemi kampusz kertje[31]
- Trefort-kert[31]

## Galéria
|  |  |  |  |